# Juan Ayuso
Juan Ayuso Pesquera (født 16. september 2002 i Barcelona) er en cykelrytter fra Spanien, der er på kontrakt hos UAE Team Emirates XRG.
Fem dage før sin 20 års fødselsdag, endte Ayuso på en samlet tredjeplads ved Vuelta a España 2022, der gjorde ham til den yngste i 118 år til at slutte på podiet i en Grand Tour.

## Karriere
I april 2020 underskrev Juan Ayuso en femårig kontrakt med World Tour-holdet UAE Team Emirates. Det var på det tidspunkt ikke planen at han skulle tiltræde hos holdet med det samme, men skulle placeres på et lavere rangerende udviklingshold. Fra starten af 2021 til juni samme år kørte han for det italienske kontinentalhold Team Colpack Ballan, inden han 15. juni officielt blev en del af truppen hos UAE Team Emirates. Få dage før havde han vundet Giro Ciclistico d'Italia, bedre kendt som U23 Giro d’Italia eller Baby Giro. Han fik professionel debut ved det italienske løb Giro dell'Appennino, hvor han endte på 17. pladsen.
13 måneder efter sin professionelle debut, vandt Ayuso den 31. juli 2022 sit første prof-løb, da han kom først over stregen i det spanske éndagsløb Circuito de Getxo. Ugen efter forlængede UAE Team Emirates og Ayuso kontrakten så den nu var gældende til og med 2028. På det tidspunkt var det sportens længste kontrakt. Få uger efter fik han debut ved en Grand Tour, da han blev feltets yngste rytter ved Vuelta a España. Her endte han på en samlet tredjeplads, hvilket gjorde ham til den yngste i 118 år til at slutte på podiet i en Grand Tour. Det var fem dage før sin 20 års fødselsdag.

## Opvækst
Juan Ayuso Pesquera blev født i Barcelona. Som etårig flyttede han på grund af farens arbejde med familien til Atlanta i USA. Kort tid før sin fem års fødselsdag flyttede de tilbage til Spanien, og bosatte sig ét år i Madrid. Herefter gik turen til Xàbia (Jávea) i Alicante, hvor Juan Ayuso fik sin opvækst. Fra han var syv til elleve år dyrkede han både cykling og fodbold, inden han udelukkende satsede på cykelløb.